# جاستینین اف رویه مامو
جاستینین اف رویه مامو (انگلیسی: Justinian Rweyemamu; ۲۸ سپتامبر ۱۹۴۲ – ۳۰ مارس ۱۹۸۲) ریاضی‌دان، و اقتصاددان اهل تانزانیا بود. وی اولین دانشمند بزرگ اقتصادی تانزانیایی بود که به عنوان محقق برجسته پس از استقلال آفریقا به‌شمار می‌رود؛ او همچنین به عنوان یک استراتژیست سیاسی در سازمان ملل متحد نیز مسؤلیت‌هایی را داشت.

## زندگی و تحصیلات
جاستینین اف رویه مامو در ۲۸ سپتامبر سال ۱۹۴۲ در کاتوما روستای کوچکی در بخش بوکوبا در استان کاگرا در تانزانیا به دنیا آمد. در سال ۱۹۵۸ وارد دبیرستان کاتولیک بوکوبا شد و در سال ۱۹۶۱ از همین دبیرستان فارغ‌التحصیل شد. سپس بعنوان بورسیه به ایالات متحده آمریکا رفت و تا استقلال کشورش از استعمار انگلستان در همین کشور باقی ماند. سپس در دانشگاه فوردهام یکی از دانشگاه‌های آمریکا در شهر نیویورک ثبت نام کرد و در سال ۱۹۶۵ دانشنامه‌های کارشناسی اش را در رشته‌های اقتصاد، ریاضیات و فلسفه از همین دانشگاه دریافت کرد. در دانشگاه فوردهام او یکی از اعضای فعال در کلوب اقتصاد و فلسفه بود.
بعد از این مرحله به دانشگاه هاروارد رفت تا بعنوان عضوی از بنیاد راکفلر در دوره دکترای اقتصاد ادامه تحصیل بدهد. او در این دانشگاه استادانی مانند آلبرت هرشمن و توماس ویسکوف داشت. در هاروارد هم دوره دانشمند سیاسی محمود ممدانی و تولیدگر فیلم، جیمز آلت بود و با آنها گروه افریقا را تشکیل داد. عنوان تز پی اچ دی او استراتژی صنعتی برای تانزانیا نام داشت. این تز بعدها درنشریه دانشگاه هاروارد تحت عنوان توسعه و صنعتی سازی در تانزانیا منتشر شد.

## حرفه
پس از اتمام تحصیلات تکمیلی، او به سرزمین مادری خود بازگشت و کرسی استادی فیزیک را در رشته اقتصاد دانشگاه دارالسلام گرفت و بعدها دبیر دانشکده علوم اجتماعی اش بود. او سپس در سال ۱۹۷۵ وارد دولت شد و دبیر دائمی وزارت برنامه‌ریزی و سپس به عنوان دستیار شخصی در امور اقتصادی رئیس جمهور وقت ژولیوس نایرره منصوب شد (۱۹۷۵).
با گذشت چند سال، به دلیل اندیشه وی تحول اقتصادی و توصیه‌های اقتصادی دشوار کشورهای فقیر، به طور بین‌المللی به رسمیت شناخته شد؛ بنابراین او به عنوان رئیس شورای توسعه تحقیقات علوم اجتماعی در آفریقا (CODESRIA)، عضو کمیته مجمع جهانی سوم و عضو بنیاد بین‌المللی توسعه جایگزین (IFDA) منصوب شد.

### مأموریت در سازمان ملل
در سال ۱۹۷۷، تانزانیا را برای انجام یک مأموریت عالی در سازمان ملل متحد ترک کرد، ابتدا در سوئیس و سپس بعد از آن در نیویورک، ایالات متحده آمریکا اقامت داشت. در طول زمان خود در سازمان ملل، عضو کمیته سازمان ملل متحد برای برنامه‌ریزی توسعه بود، برای کمیسیون براند کار کرد و تا زمان مرگ در ۳۰ مارس سال ۱۹۸۲ به عنوان مدیر کل توسعه و همکاری‌های بین‌المللی کار کرد.

### پدر اقتصاد تانزانیا
جاستینین اف به عنوان پدر اقتصاد تانزانیا شناخته می‌شود و بیشترین تأثیر را از طریق ارتقای قابل توجه دانشجویانش به کار در سطوح بالای دولت و دانشگاهی به دست آورد. این‌ها عبارتند از: جاکایا کی‌کوته، رئیس جمهور چهارم جمهوری تانزانیا؛ بنو ندولو، فرماندار بانک تانزانیا. ابراهیم لیپومبا، آکادمیسین و سیاستمدار تانزانیا؛ دلفین رگلاسیرا، اقتصاددان تانزانیا.

## درگذشت
جاستینین اف رویه مامو در ۳۰ مارس سال ۱۹۸۲ به علت سرطان درگذشت.

## نوشته‌های منتخب
- توسعه و انکشاف صنعتی در تانزانیا: مطالعه منحرف توسعه سرمایه داری (نایروبی: انتشارات دانشگاه آکسفورد، ۱۹۷۳)
- به سوی برنامه‌ریزی سوسیالیستی
- آموزش اقتصاد در آفریقا
- صنعتی سازی و توزیع درآمد در آفریقا
- برنامه برای بقا (گزارش براند)
- گفتگو برای یک سفارش جدید
- گزینه‌های جهانی سوم: قدرت، امنیت و امید برای توسعه دیگری (انتشارات تانزانیا، ۱۹۹۲).